# Omokcheon (métro de Séoul)
Omokcheon (hangeul : 오목천 ; hanja : 梧木川) est une station de passage de la ligne Suin–Bundang du métro de Séoul. Elle est située au 1570 Samcheonbyeongma-ro, quartier Omokcheon-dong, dans l'arrondissement Gwonseon-gu de la ville Suwon-si, sur le territoire de la province Gyeonggi-do, au sud-est de Séoul, en Corée du Sud.
Ouverte en 2020, la station est desservie par les rames omnibus qui circulent sur la ligne Suin–Bundang.

## Situation sur le réseau

Plan du réseau (2023)

Établie en souterrain, la station Omokcheon est une station de passage de la ligne Suin–Bundang du métro de Séoul. : elle est située entre la station Gosaek, en direction du terminus nord Cheongnyangni, et la station Eocheon en direction du terminus ouest Incheon.

## Histoire
La station Omokcheon est mise en service le 12 septembre 2020, lors de l'ouverture de ligne Suin–Bundang.